# Новая Мелилья

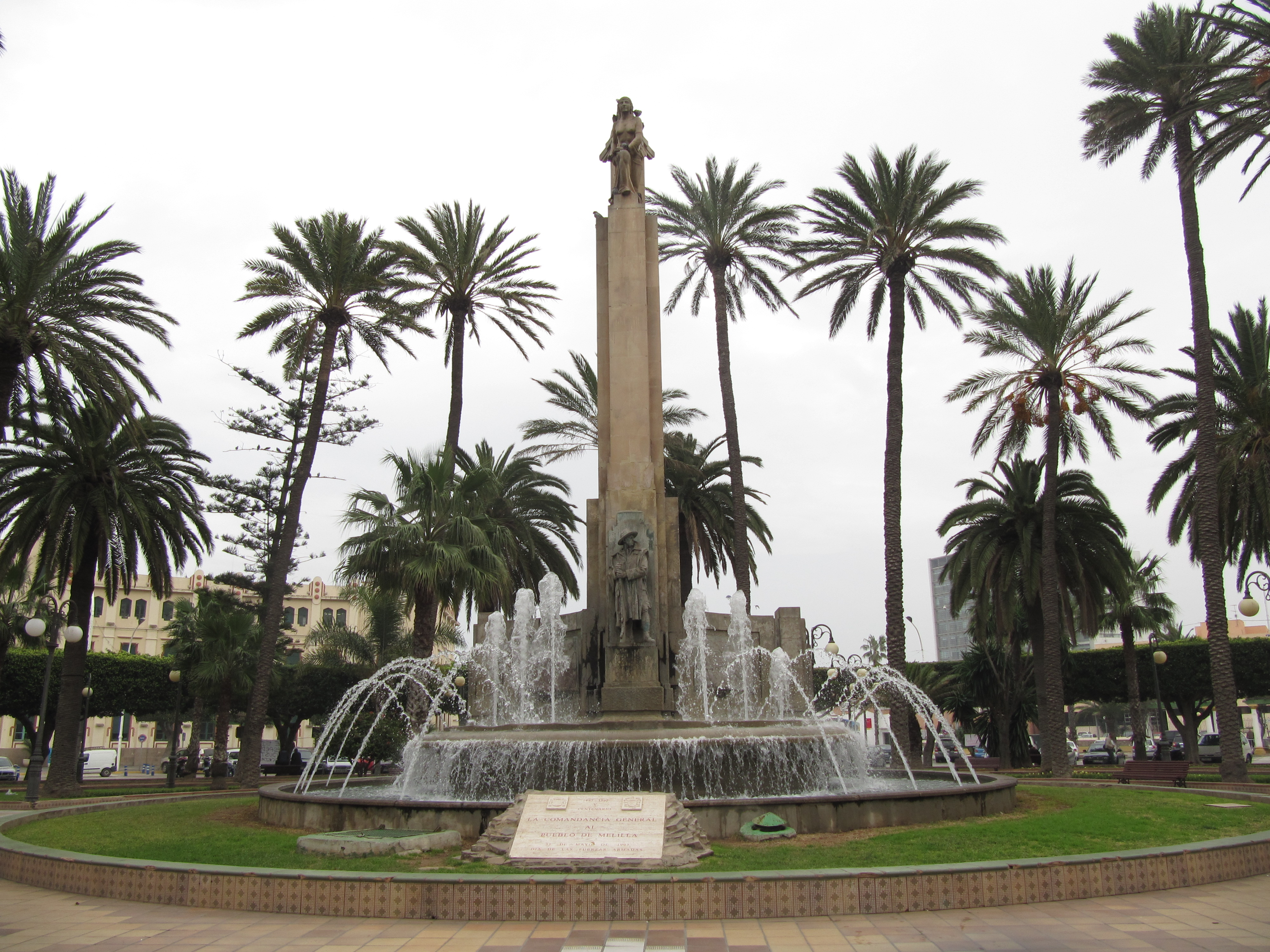
Памятник героям и мученикам африканских кампаний

Новая Мелилья (исп. Melilla La Nueva или исп. Ensanche de Melilla) — часть Мелильи за пределами Цитадели.

## История
Здания и сооружения Нового города построены в XIX веке или позже.
С конца XIX века в городе начался период расцвета модерна, который привёл к облику современной Мелильи. Не считая Барселоны, Мелилья — испанский город с наибольшей долей модерна в архитектуре, а также на Африканском континенте.
Существует более тысячи занесённых в каталог зданий, которые являются частью историко-художественного комплекса города Мелилья, многие являются объектами культурного интереса Bien de Interés Cultural. Многие из них представляют собой проекты архитектора Барселонской школы в Мелилье Энрике Ньето, который создал очень обширную модернистскую работу как последователь архитектора Луиса Доменека-и-Монтанера. Другими архитекторами-модернистами в Мелилье были военный инженер Эмилио Альсугарай Гойкоэчеа и Томас Морено Ласаро.
С 1930-х гг в Мелилье стал популярен стиль ар-деко. Одновременно стала внедряться эклетика, смешение разнообразных стилей в одном объекте. С 1940-х гг стал внедряться рационализм.

## Внешние форты
Внешние форты — фортификационные сооружения за пределами Старой Мелильи.
Они представляют собой  укрепления, не связанные между собой и достаточно удаленные друг от друга, построенные во второй половине XIX  века в неосредневековом стиле. Их стены построены из местного камня,   кирпич применялся  для арок и сводов. Строительство велось с использованием устаревших фортификационных методов, неспособных противостоять современной на тот момент артиллерии.

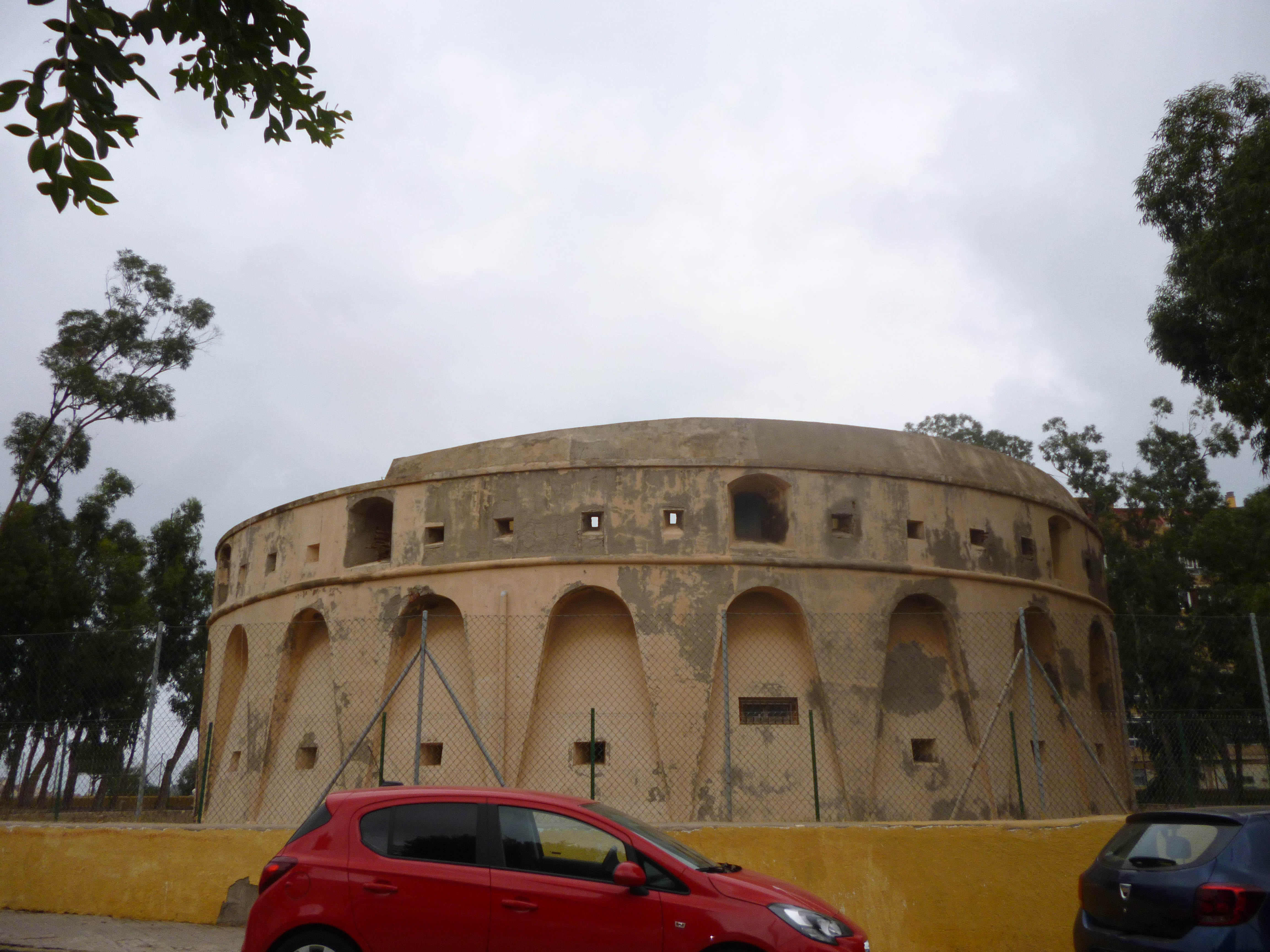
Форт Камельос
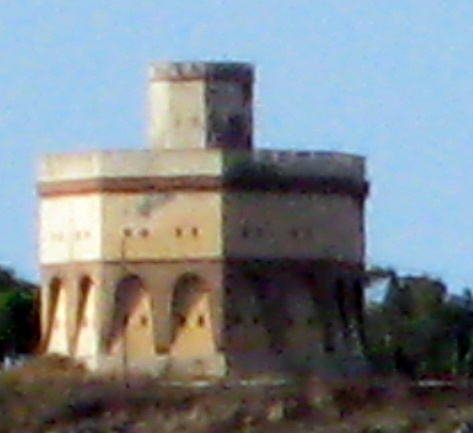
Крепость Королевы-регента в честь Марии Кристины фон Габсбург-Лотаринген
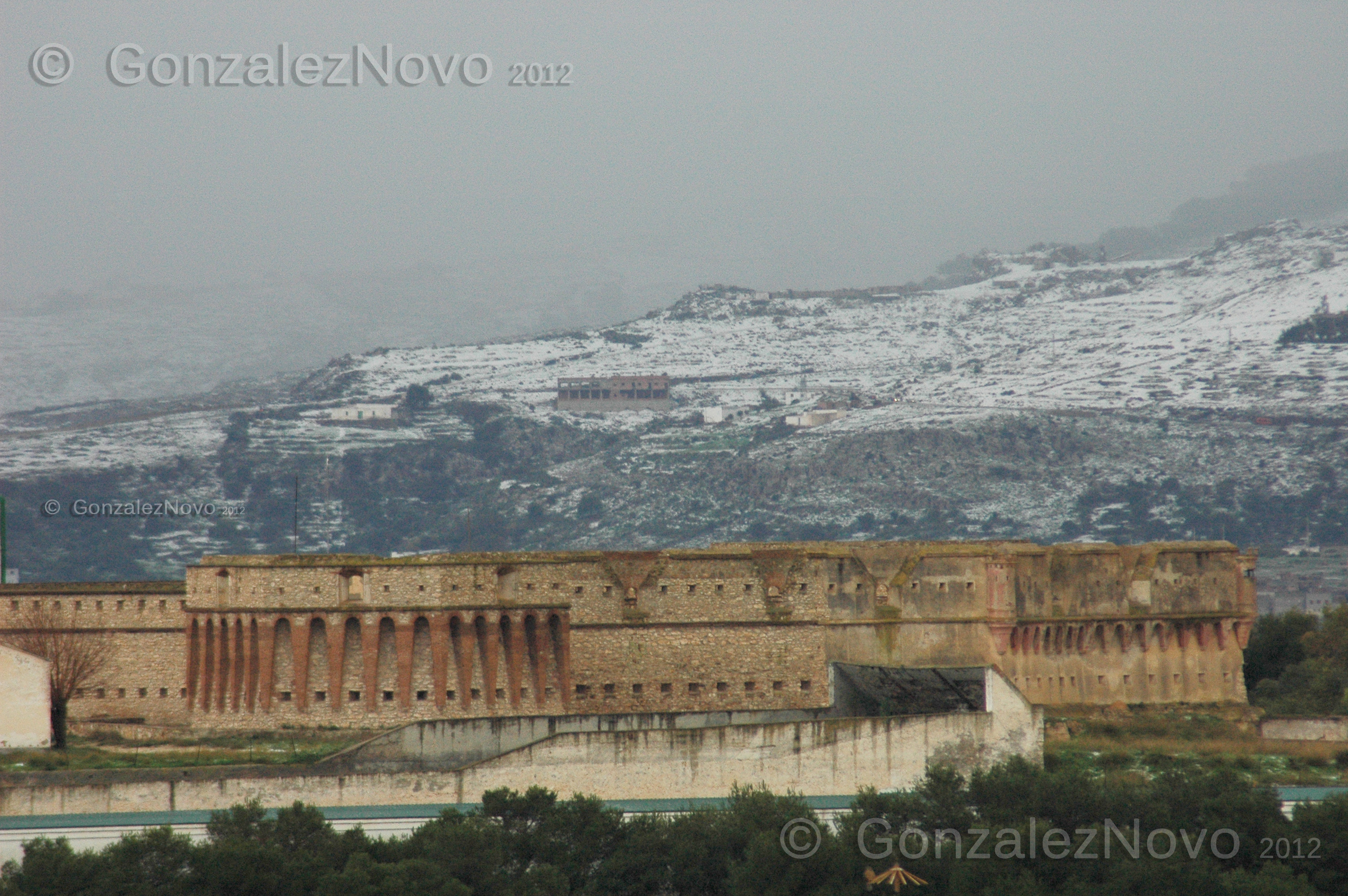
Форт Кабрерисас-Атлас
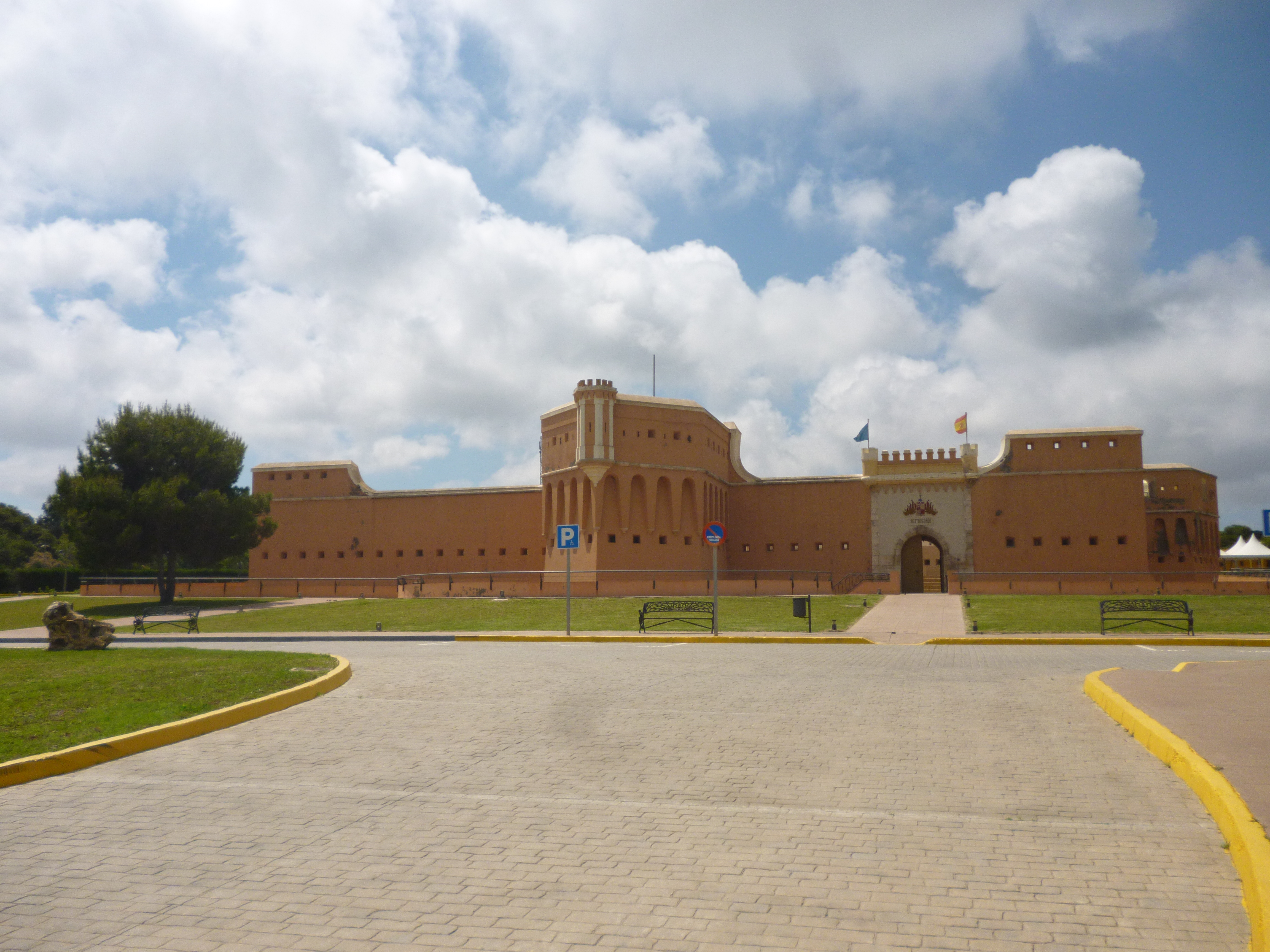
Форт Рострогордо

## Культовые сооружения
Культовые сооружения в Новой Мелилье зачастую представляют сооружения со смешением нескольких стилей, в основном они построены в историческом стиле с добавлением элементов современных на момент строительства стилей. Так, церковь Святого Августина сочетает стили ар-деко и необарокко.  Церковь Священного Сердца Иисуса имеет черты как каталонского модерна, так и классицизма. В неомавританскую мечеть по проекту Ньето внесены элементы модерна.

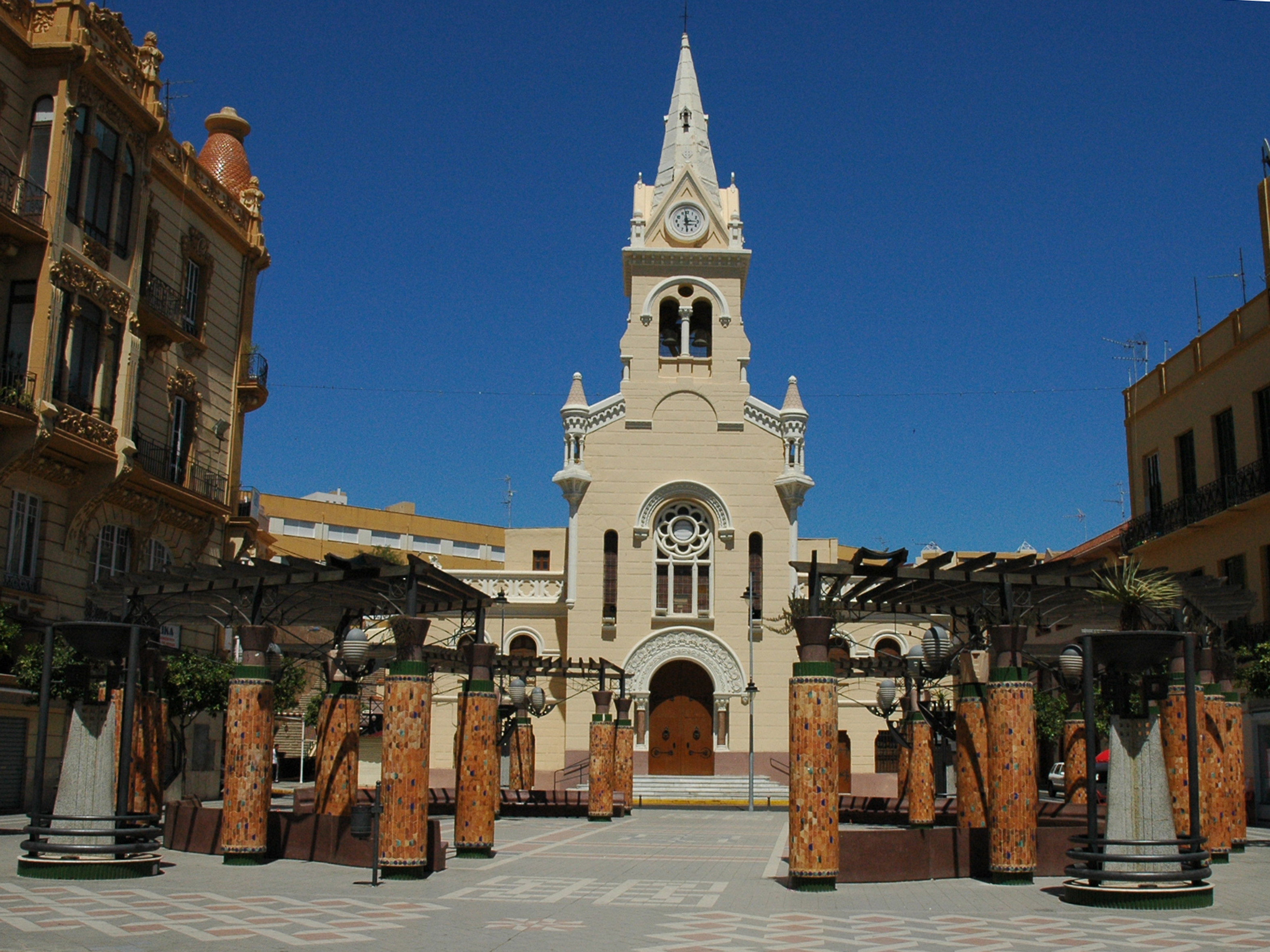
Церковь Священного Сердца Иисуса
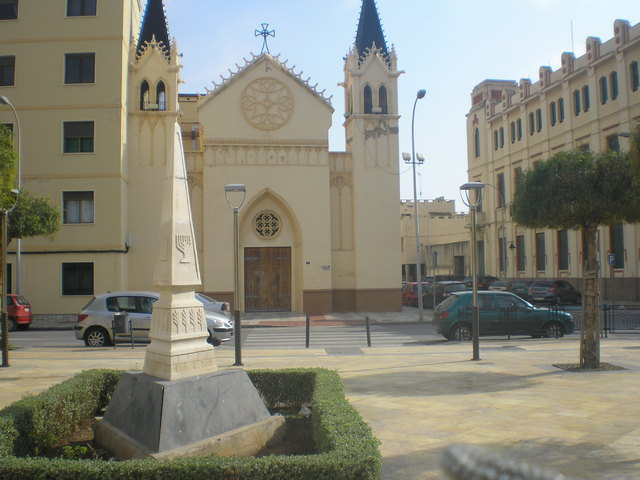
Военная капелла
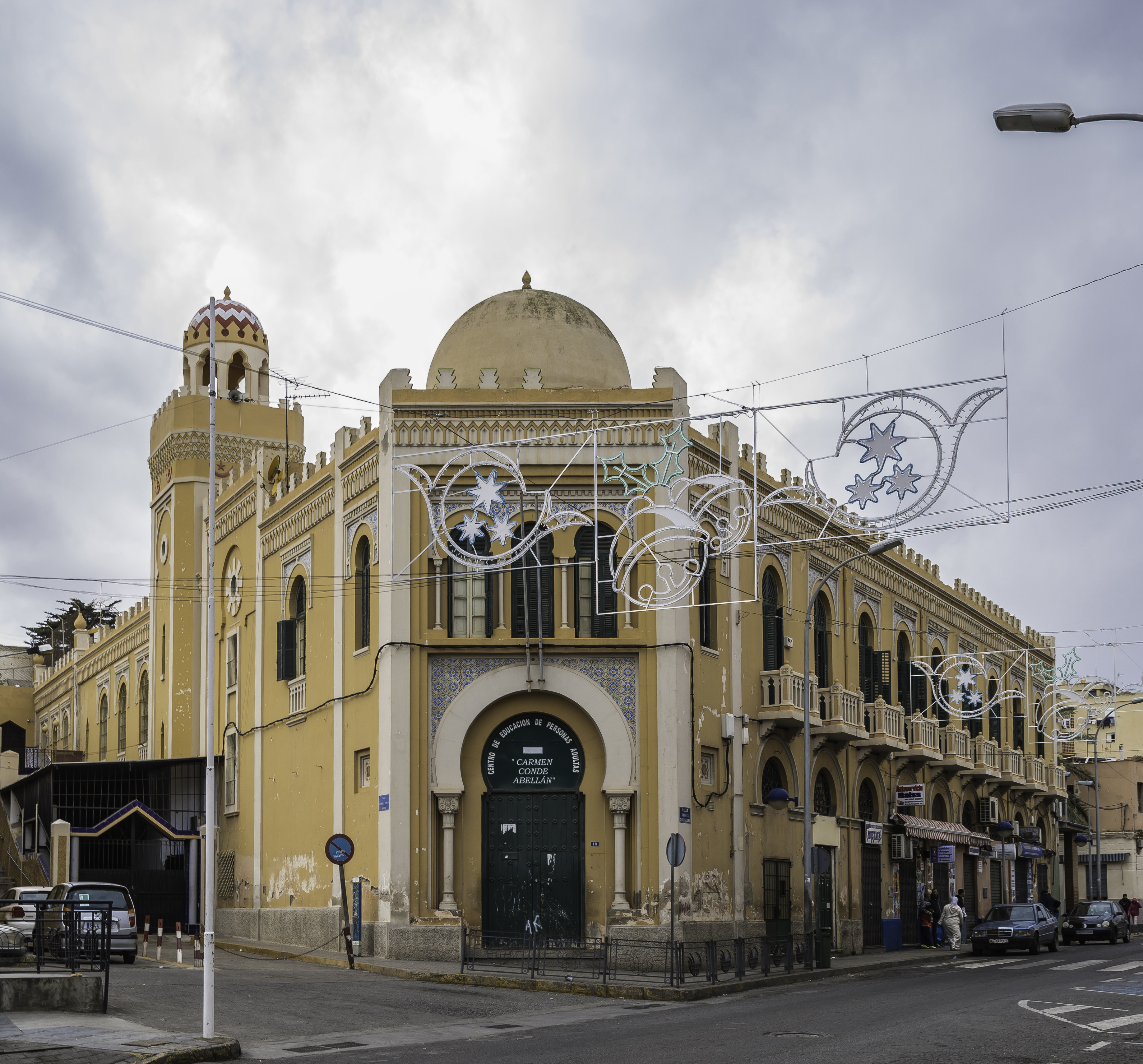
Центральная мечеть
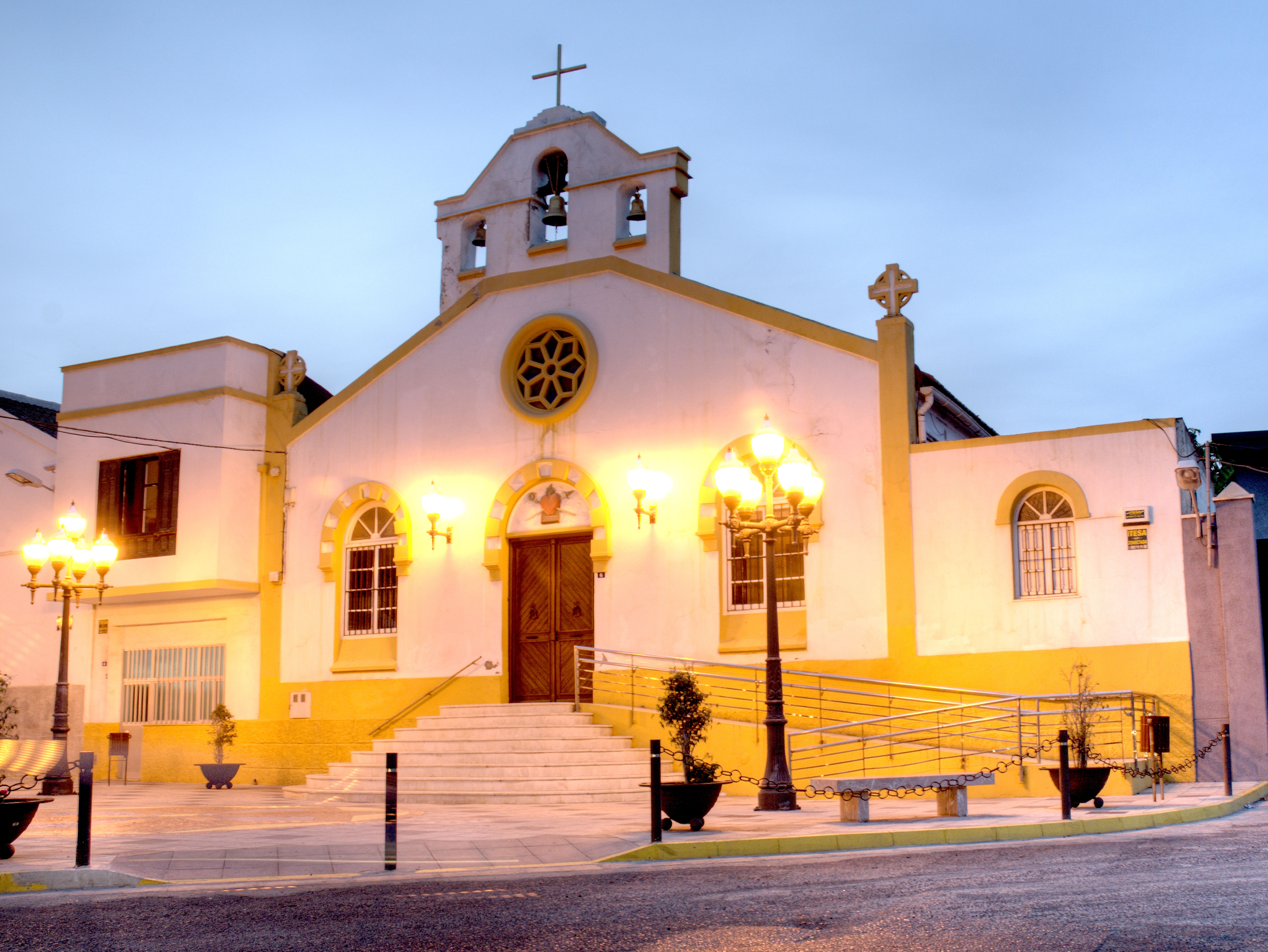
Церковь Святого Августина

## Энрике Ньето
Энрике Ньето во многом определил облик современной Мелильи. Он был пропагандистом модерна в Мелилье, его стиль — каталонский модерн как продолжение рококо с очень богатыми орнаментами, бесконечными формами и разнообразными цветами. Тем не менее, позже Ньето разработал зигзагообразный ар-деко, весьма близкий к модерну. Ар-деко Ньето ярко выделяется во Дворце Ассамблеи Мелильи.

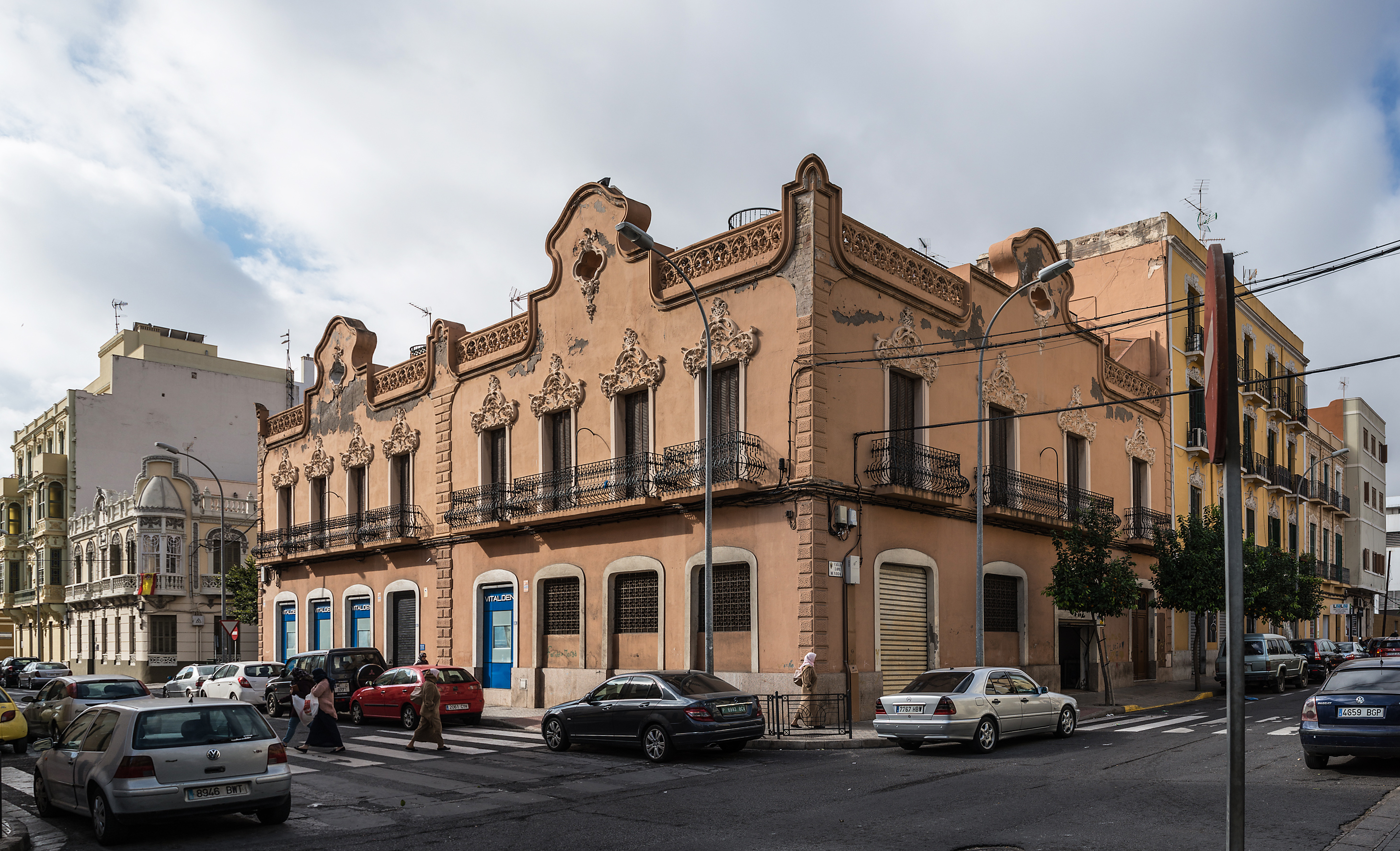
Здание Реконкисты
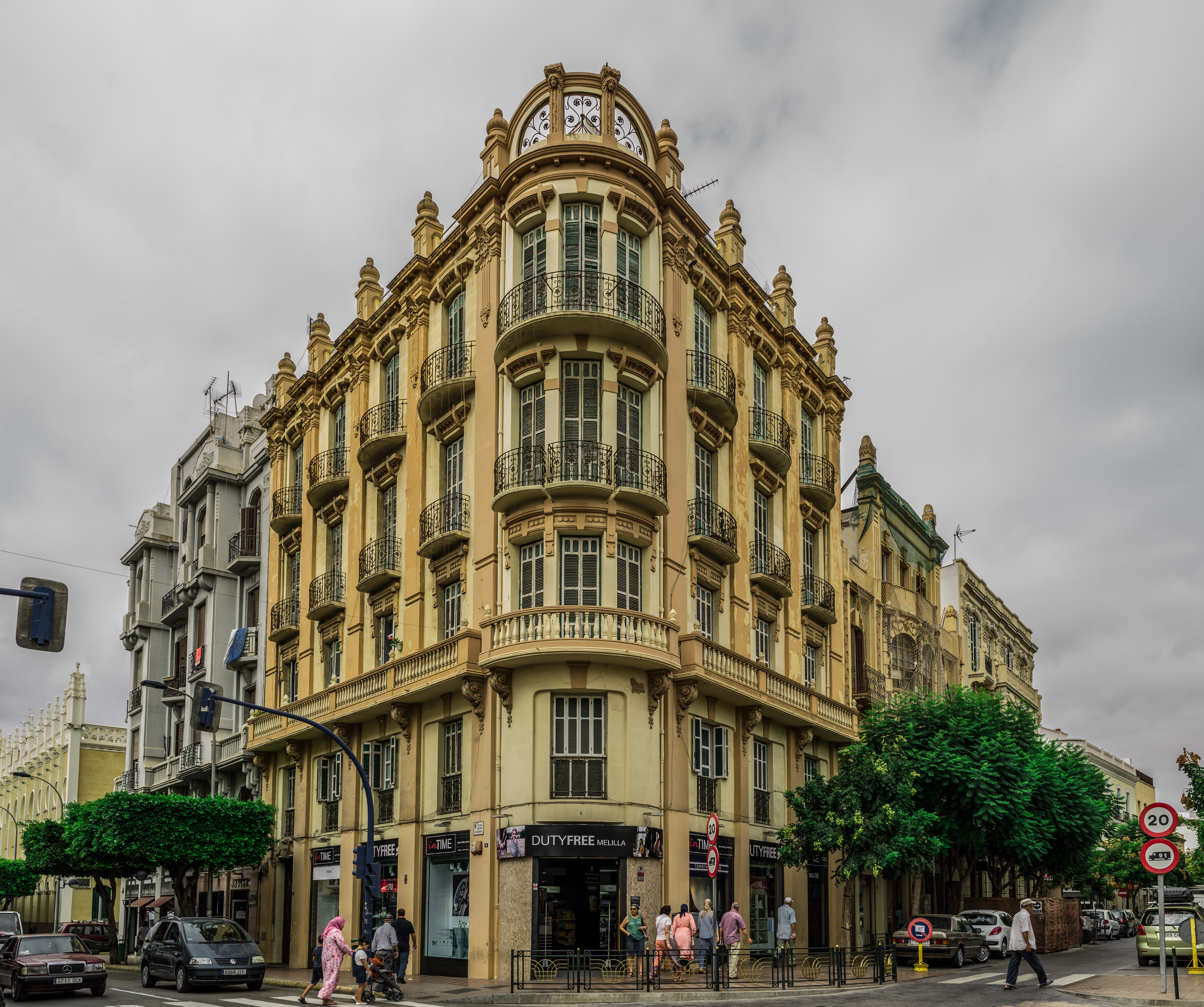
Дом Хосе Гарсиа Альваро
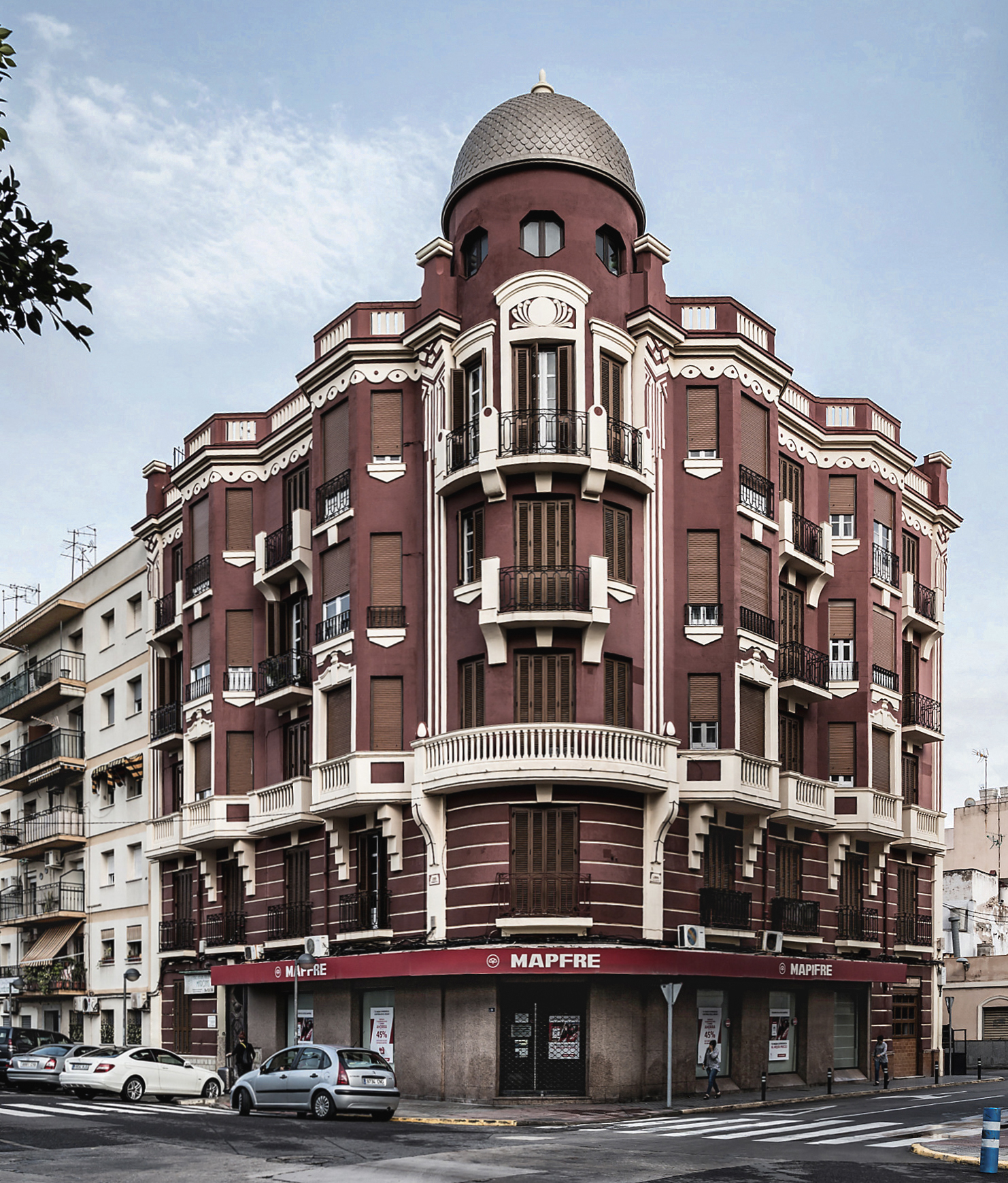
Красный дом в стиле ар-деко
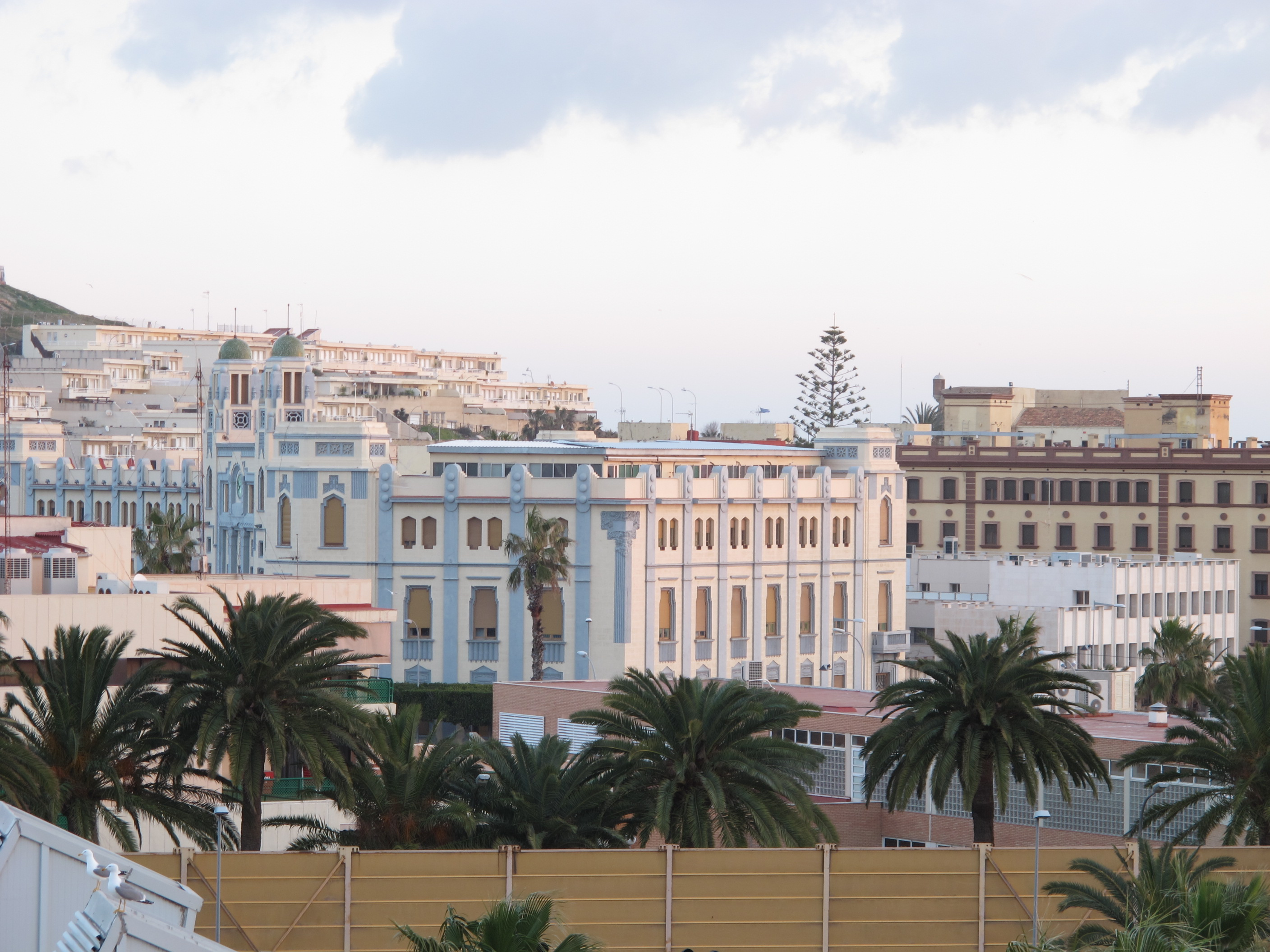
Дворец Ассамблеи

## Рационализм
В 1940-е гг в городе преобладает рационализм, более практичное направление, но с геометрическим декором. Примером стиля служат здание Банка Испании, здание почтового отделения Мелильи и дом Амррама Дж. Ванона.

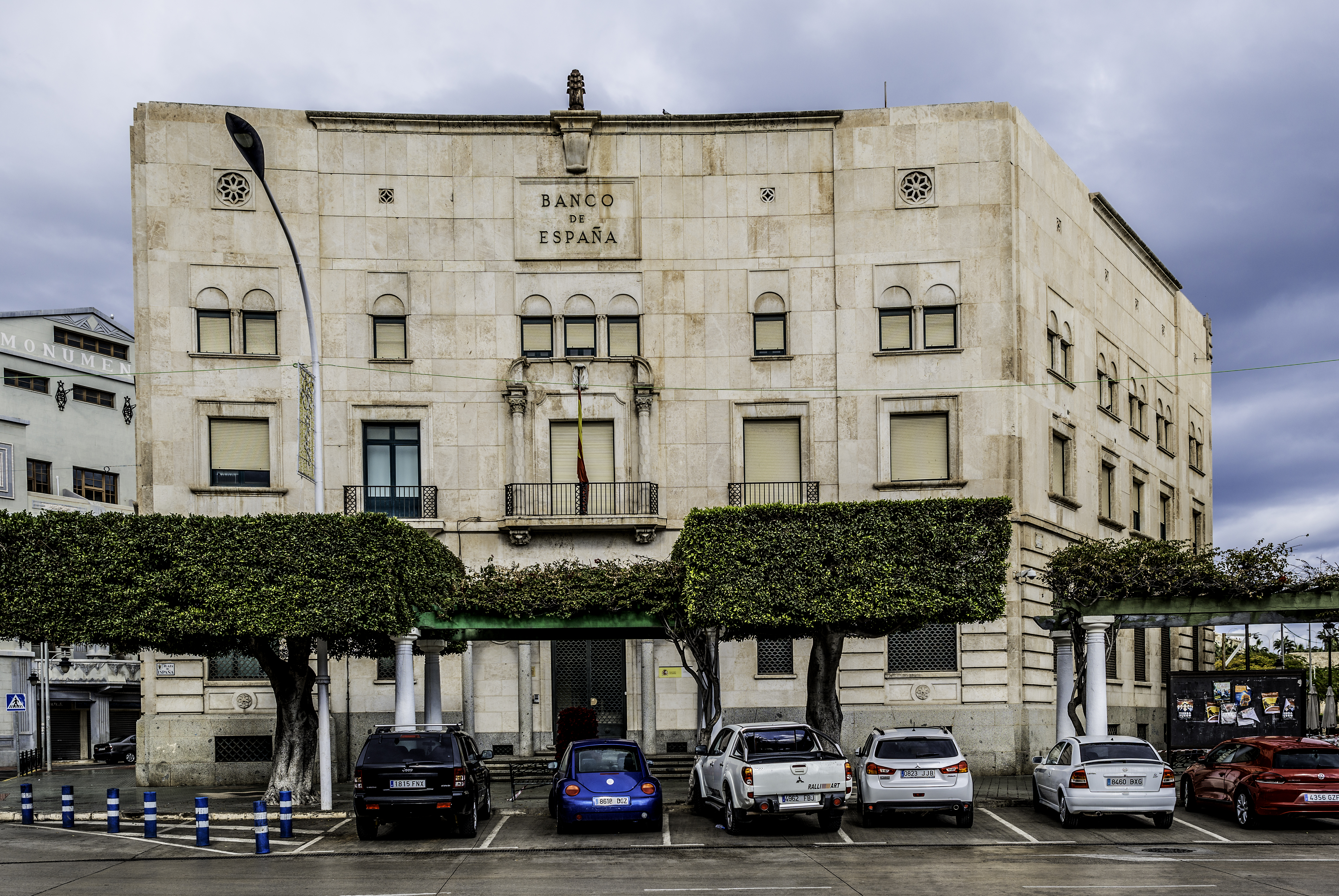
[[Edificio del Banco de España (Melilla)|Банк Испании в Мелилье
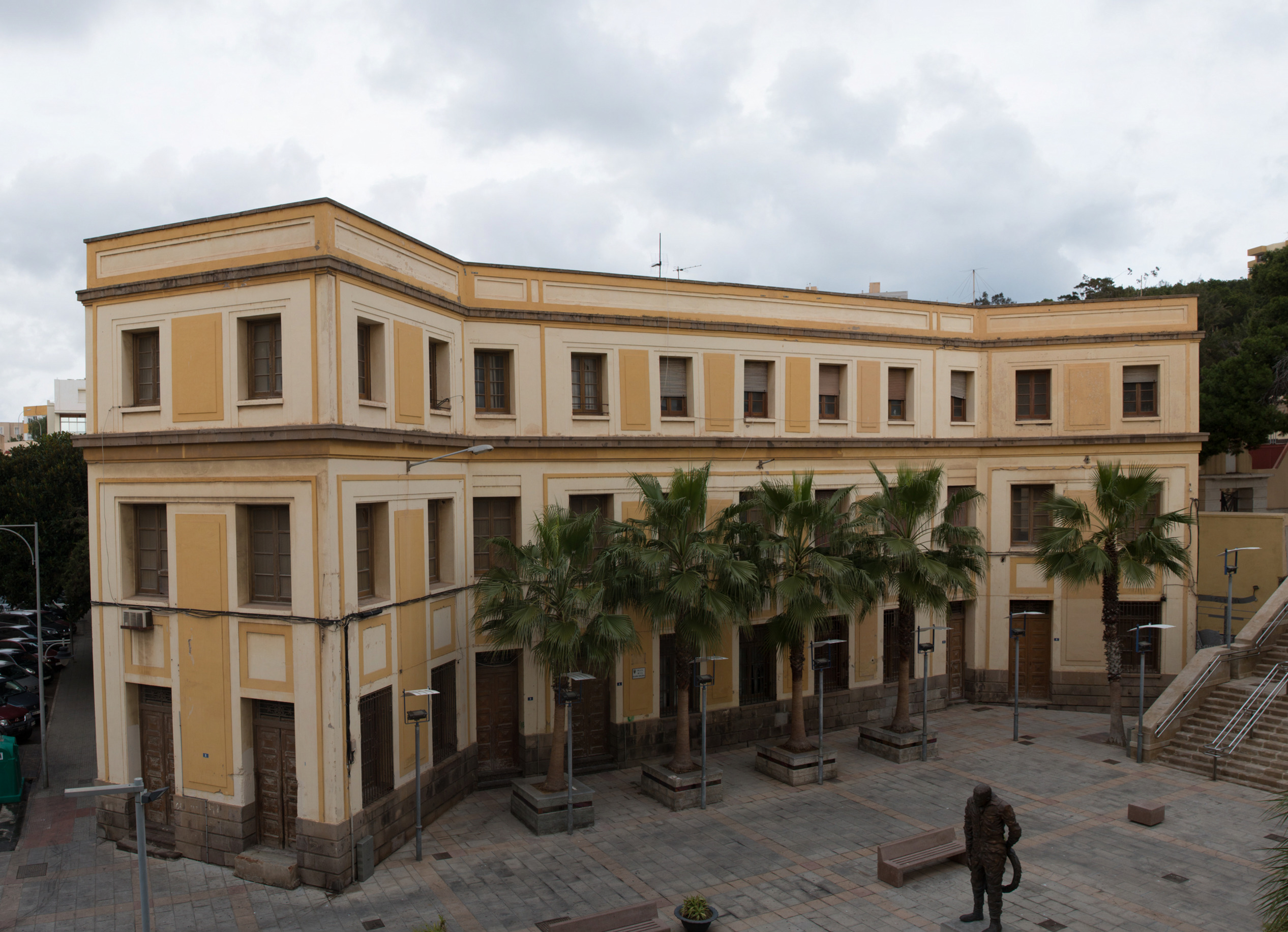
Здание почтового отделения Мелильи
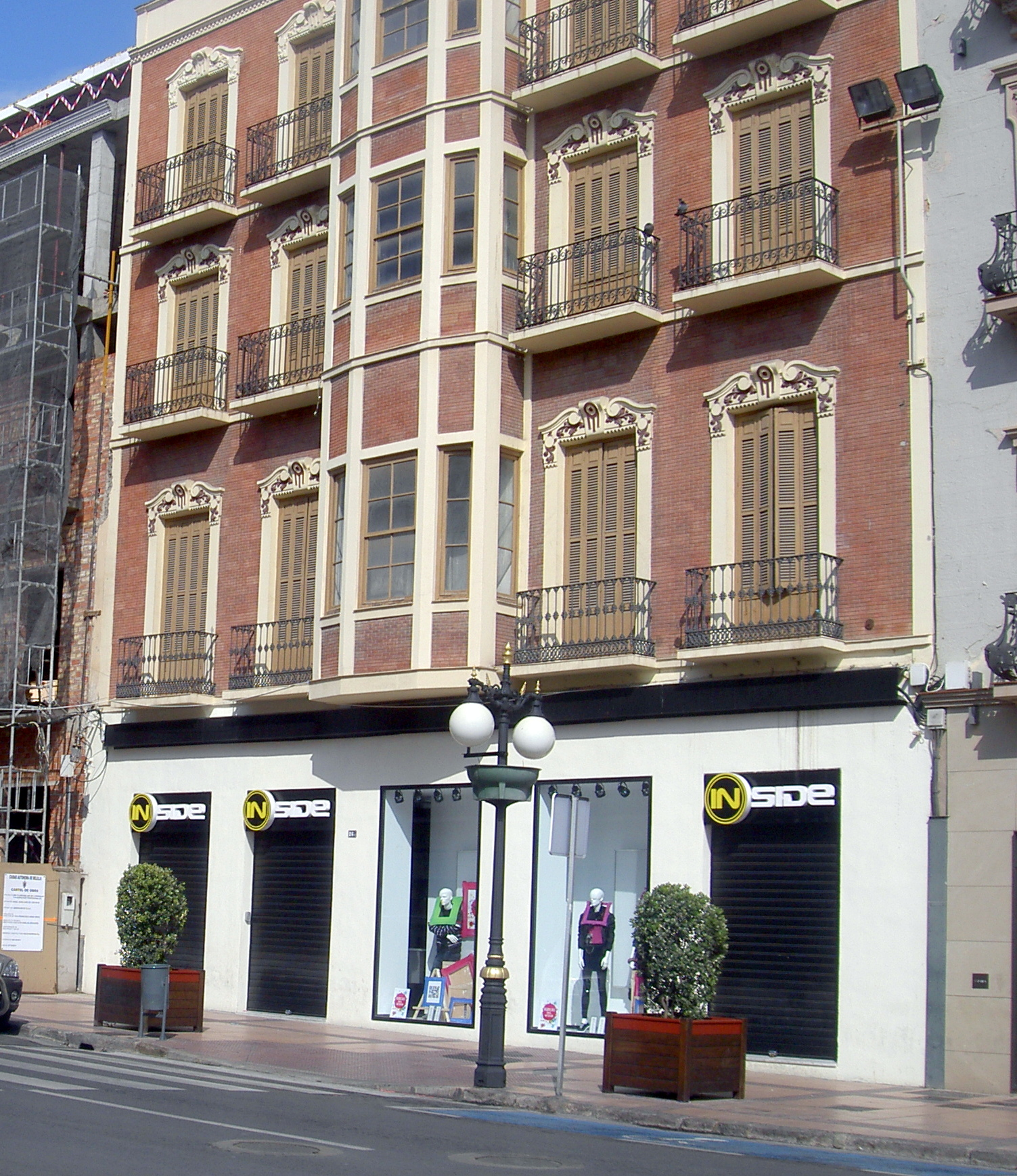
Дом Амррама Ванона
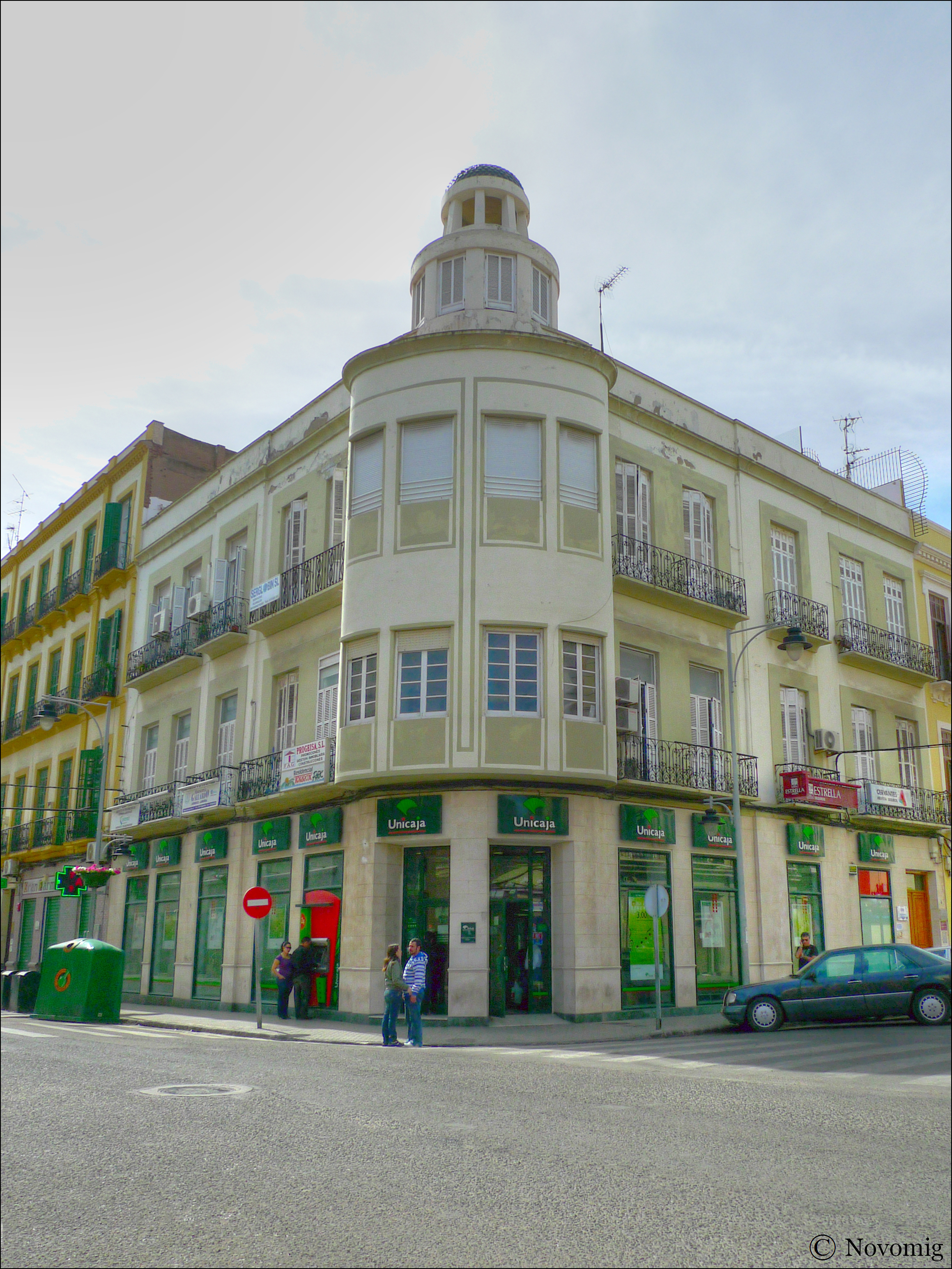
Улица Сервантеса, 4